# Vauchignon
Vauchignon is een plaats en voormalige gemeente in het Franse departement Côte-d'Or in de regio Bourgogne-Franche-Comté en telt 40 inwoners (2009). De plaats maakt deel uit van het arrondissement Beaune.

## Geschiedenis
Vauchignon maakte deel uit van het kanton Nolay totdat het op 22 maart 2015 werd opgeheven en de gemeenten werden opgenomen in het kanton Arnay-le-Duc. Op 1 januari 2017 fuseerde de gemeente met de gemeente Cormot-le-Grand tot de commune nouvelle Cormot-Vauchignon.

## Geografie
De oppervlakte van Vauchignon bedraagt 4,1 km², de bevolkingsdichtheid is dus 9,8 inwoners per km².
De onderstaande kaart toont de ligging van Vauchignon met de belangrijkste infrastructuur en aangrenzende gemeenten.

## Demografie
Onderstaande figuur toont het verloop van het inwonertal (bron: INSEE-tellingen).